# Оукгерст (Каліфорнія)
Оукгерст (англ. Oakhurst) — переписна місцевість (CDP) в США, в окрузі Мадера штату Каліфорнія. Населення — 5945 осіб (2020).

## Географія
Оукгерст розташований за координатами 37°21′3″ пн. ш. 119°38′58″ зх. д. / 37.35083° пн. ш. 119.64944° зх. д. (37.350913, -119.649508).  За даними Бюро перепису населення США в 2010 році переписна місцевість мала площу 15,56 км², з яких 15,54 км² — суходіл та 0,02 км² — водойми.

## Демографія
Згідно з переписом 2010 року, у переписній місцевості мешкало 2829 осіб у 1226 домогосподарствах у складі 744 родин. Густота населення становила 182 особи/км².  Було 1379 помешкань (89/км²).
Расовий склад населення:
| - 89,5 % — білих - 2,2 % — корінних американців - 1,6 % — азіатів - 0,8 % — чорних або афроамериканців - 0,1 % — вихідців з тихоокеанських островів - 2,3 % — осіб інших рас |

До двох чи більше рас належало 3,6 %. Частка іспаномовних становила 16,7 % від усіх жителів.
За віковим діапазоном населення розподілялося таким чином: 18,6 % — особи молодші 18 років, 54,9 % — особи у віці 18—64 років, 26,5 % — особи у віці 65 років та старші. Медіана віку мешканця становила 48,4 року. На 100 осіб жіночої статі у переписній місцевості припадало 90,5 чоловіків;  на 100 жінок у віці від 18 років та старших — 86,2 чоловіків також старших 18 років.
Середній дохід на одне домашнє господарство  становив 51 191 долар США (медіана — 36 923), а середній дохід на одну сім'ю — 63 358 доларів (медіана — 47 012). За межею бідності перебувало 19,2 % осіб, у тому числі 27,2 % дітей у віці до 18 років та 7,7 % осіб у віці 65 років та старших.
Цивільне працевлаштоване населення становило 1068 осіб. Основні галузі зайнятості: науковці, спеціалісти, менеджери — 23,7 %, мистецтво, розваги та відпочинок — 17,2 %, роздрібна торгівля — 11,3 %, будівництво — 9,1 %.